# Comuna Petrove, Znameanka
Petrove (în ucraineană Петрове) este o comună în raionul Znameanka, regiunea Kirovohrad, Ucraina, formată din satele Novooleksandrivka, Petrove (reședința) și Sokilnîkî.

## Demografie
Componența lingvistică a comunei Petrove
     Ucraineană (93,86%)
     Rusă (6,02%)
     Alte limbi (0,12%)
Conform recensământului din 2001, majoritatea populației comunei Petrove era vorbitoare de ucraineană (93,86%), existând în minoritate și vorbitori de rusă (6,02%).